# Gustavo Moscoso
Gustavo Moscoso Huencho (10 d'agost de 1955) és un exfutbolista xilè.

## Selecció de Xile
Va formar part de l'equip xilè a la Copa del Món de 1982.
El 2006 es nacionalitzà mexicà i el 2008 esdevingué entrenador del Puebla FC. Més tard fou entrenador del Lobos de la BUAP.